# Comuna Dîdeatîci, Mostîska
Dîdeatîci (în ucraineană Дидятичі) este o comună în raionul Mostîska, regiunea Liov, Ucraina, formată din satele Dîdeatîci (reședința), Kulmatîci, Mala Dibrova, Velîka Dibrova și Vovciîșciovîci.

## Demografie
Componența lingvistică a comunei Dîdeatîci
     Ucraineană (100%)
Conform recensământului din 2001, toată populația comunei Dîdeatîci era vorbitoare de ucraineană (100%).